# الرجال يفضلون الشقراوات (رواية)
الرجال يفضلون الشقراوات (بالإنجليزية: Gentlemen Prefer Blondes) هي رواية ساخرة من تأليف الكاتبة الأمريكية أنيتا لوس، نُشرت لأول مرة في عام 1925. تحكي الرواية قصة "لورلي لي"، وهي فتاة شقراء طموحة من أركنساس تسعى للثراء والمكانة الاجتماعية من خلال علاقاتها برجال أثرياء. جاءت الرواية في صيغة مذكرات يومية، بأسلوب ساخر يعكس سطحية الشخصيات وخفة نظرتها للحياة، مما جعل العمل رمزًا ساخرًا من القيم الاجتماعية والجندرية لعصر العشرينيات في الولايات المتحدة، المعروف بعصر الجاز.
حققت الرواية نجاحًا واسعًا عند صدورها، وأُعيد طبعها مرات عديدة، كما تُرجمت إلى لغات مختلفة. في عام 1926، تحولت الرواية إلى عرض مسرحي ناجح على مسارح برودواي، ثم أعيد تقديمها في نسخة موسيقية في الأربعينيات.
أشهر اقتباس سينمائي للرواية هو فيلم الرجال يفضلون الشقراوات الذي صدر عام 1953، وهو فيلم موسيقي من إنتاج شركة "20th Century Fox"، من إخراج هوارد هوكس، وبطولة مارلين مونرو في دور "لورلي لي" وجين راسل في دور صديقتها "دورثي شو". تميز الفيلم بموسيقاه الحيوية وأسلوبه البصري الجذاب، واشتهر بأداء مونرو لأغنية "Diamonds Are a Girl's Best Friend"، التي أصبحت لاحقًا واحدة من أشهر مشاهدها السينمائية وأيقونة في الثقافة الشعبية.
ضم طاقم التمثيل في الفيلم أيضًا كلًّا من:
- تشارلز كوبر بدور مالون.
- تومي نونان بدور غوستاف إيشم.
- إليوت ريد بدور إيرني مالون.
- جورج ويندمان بدور السير فرانسيس "بيغلي" بوشامب.

تم تصوير الفيلم في استوديوهات "20th Century Fox" في هوليوود، كاليفورنيا، باستخدام تقنية Technicolor، وهي من أبرز تقنيات الألوان السينمائية في تلك الحقبة، ما أضفى على الفيلم طابعًا بصريًا مميزًا.
يُعتبر الفيلم اليوم من كلاسيكيات السينما الأمريكية، وواحدًا من أبرز الأفلام التي رسّخت صورة مارلين مونرو كشخصية شقراء جذابة وذكية في آنٍ معًا. كما ألهم الفيلم العديد من الأعمال الفنية اللاحقة وترك بصمة واضحة في عالم الأزياء والثقافة الشعبية.